# Алексіс Тексіс
Алексі Стівенс (англ. Alexis Stevens), відома як Але́ксіс Те́ксіс (англ. Alexis Texas; нар. 25 травня 1985, Панама, військова база збройних сил США) — американська порноакторка.

## Біографія
Народилася на військовій базі в Панамі, де служив її батько. У юності працювала барвумен в рідному місті Кастровілле.
2006 року змінила прізвище і знялася в своєму першому фільмі «College Amateur Tour In Texas». Після цього переїхала до Лос-Анджелесу та працювала під керівництвом відомої порноакторки Беладонни. 2009 року Тексіс відкрила власну кінокомпанію «Alexis Texas Entertainment». У цей же час вона знялася для обкладинки журналу «Genesis», а також у ювілейному номері «Hustler», приуроченому до 35-ї річниці видання. Після завершення зйомок у порнофільмах планує відкрити масажний і SPA-салон.
2010 року журнал «Maxim» назвав Тексіс однією з топ-12 порнозірок. 2011 року дебютувала в непорнографічному кіно, зігравши у комедійному фільму жахів «Кровожерливі зомбі». 2012 року з'явилась у кліпі Juicy J на пісню «Bandz A Make Her Dance». Того ж року підписала ексклюзивний річний контракт з компанією Adam & Eve. 2013 року стала однією з 16 акторок документального фільму Дебори Андерсон «Збуджена» (англ. «Aroused»).
Одружена з порноактором Містером Піті.

## Нагороди
| Рік  | Церемонія        | Нагорода | Фільм                     |
| ---- | ---------------- | --- | ------------------------- |
| 2008 | CAVR Award       | Виконавець року Performer of Year                                                                              | Н/Д                       |
| 2008 | NightMoves Award | Найкраща нова старлетка (вибір фанатів) Best New Starlet (Fan's Choice)                                        | Н/Д                       |
| 2009 | AVN Award        | Найкращий секс реліз Best All-Sex Release                                                                      | Alexis Texas is Buttwoman |
| 2009 | XRCO Award       | Найкращий гонзо-фільм Best Gonzo Movie                                                                         | Alexis Texas is Buttwoman |
| 2010 | AVN Award        | Найкраща сцена лесбійського групового сексу Best All-Girl Group Sex Scene                                      | Deviance                  |
| 2010 | F.A.M.E. Award   | Улюблений зад Favorite Ass                                                                                     | Н/Д                       |
| 2011 | AVN Award        | Найкраща жіноча сцена сексу утрьох Best All-Girl Three-Way Sex Scene                                           | Buttwoman vs. Slutwoman   |
| 2011 | AVN Award        | Найкраща сцена групового сексу Best Group Sex Scene                                                            | Buttwoman vs. Slutwoman   |
| 2011 | AVN Award        | Найкраще виконання дразніння Best Tease Performance                                                            | Car Wash Girls            |
| 2011 | NightMoves Award | Найкраща виконавиця (вибір фанатів) Best Female Performer (Fan's Choice)                                       | Н/Д                       |
| 2012 | NightMoves Award | Найкращий зад (вибір фанатів) Best Ass (Fan's Choice)                                                          | Н/Д                       |
| 2013 | XBIZ Award       | Сайт виконавця року Performer Site of the Year                                                                 | AlexisTexas.com           |
| 2014 | AVN Award        | Hottest Ass (Fan Award)                                                                                        | Н/Д                       |
| 2015 | AVN Award        | Найкращий зад (вибір фанатів) Hottest Ass (Fan Award)                                                          | Н/Д                       |
| 2015 | NightMoves Award | Найкращий зад (вибір фанатів) Best Butt (Fan Choice)                                                           | Н/Д                       |
| 2016 | AVN Award        | Найкраща сцена групового лесбійського сексу (з Анджелою Вайт та Аніккою Олбрайт) Best All-Girl Group Sex Scene | Angela 2                  |
| 2016 | AVN Award        | Найепічніший зад Most Epic Ass                                                                                 | Н/Д                       |